# 巴巴耶沃区
巴巴耶沃区（俄语：Бабаевский район）是俄罗斯联邦沃洛格达州下辖的一个区，其行政中心为巴巴耶沃。据2016年统计，该区的人口为20021人。